# Mamma Mia! The Movie
Mamma Mia! – The Movie er en britisk/amerikansk musical-film fra 2008 baseret på musicallen Mamma Mia!, der er skrevet over ABBAs musik. Filmen er den mest sete og bedst indtjenende film i de engelske biografer nogensinde og på verdensplan har filmen tjent produktionsbudgettet på 52 millioner dollars mere end 10 gange ind.
Til filmens svenske gallapremiere dukkede alle de tidligere ABBA-medlemmer op, og blev fotograferet sammen for første gang siden gruppens opbrud i 1986.

## Handling
Historien foregår i på en lille græsk ø, Kalokairi, og handler om Sophie Sheridan (Amanda Seyfried) og hendes mor, Donna (Meryl Streep). Sophie er meget opsat på at finde ud af hvem der er hendes far og da hun læser morens dagbog, finder hun ud af, at hun har tre mulige fædre Sam Carmichael, Harry Bright og Bill Anderson (Pierce Brosnan, Colin Firth, Stellan Skarsgård). Hun inviterer derfor dem alle til sit kommende bryllup, i den tro, at hun vil kunne genkende sin rigtige far når hun ser ham. Hun vil nemlig have at hendes rigtige far føre hende op af kirkegulvet til sit bryllup med Sky (Dominic Cooper).
Alle tre fædre dukker op, men Sophie har ingen idé om hvem, der er hendes rigtige far. Alle tre potentielle fædre finder imidlertid uafhængigt af hinanden ud af, at de må være Sophies far og siger til hende, at de gerne vil føre hende op af kirkegulvet og give hende væk. Men i stedet beslutter Sophie sig for, at lade sin mor give hende væk.
Sophie ender med at aflyse brylluppet, da hun indser at hendes kommende mand (Dominic Cooper) ikke er interesseret i, at leve resten af sit liv med Sophie på den lille ø og hjælpe med Donnas hotel. I stedet rejser de to ud for at se verden sammen. Brylluppet bliver dog fortsat gennemført, men i stedet med Donna og en af hendes tidligere flammer, Sam, som brudepar.

## Medvirkende
- Colin Firth som Harry Bright
- Meryl Streep som Donna
- Pierce Brosnan som Sam Carmichael
- Amanda Seyfried som Sophie
- Stellan Skarsgård som Bill
- Julie Walters som Rosie
- Christine Baranski som Tanya
- Dominic Cooper som Sky
- Juan Pablo Di Pace som Petros
- Chris Jarvis som Eddie

## Sange
Der indgår 20 forskellige ABBA-sange i Mamma Mia – The Movie. Kronologisk optræder sangene således:
1. "I Have a Dream" – Sophie
2. "Honey, Honey" – Sophie, Ali & Lisa
3. "Money, Money, Money" – Donna, Tanya & Rosie
4. "Mamma Mia!" – Donna, Sophie, Ali & Lisa
5. "Chiquitita" – Rosie, Tanya & Donna
6. "Dancing Queen" – Tanya, Rosie & Donna
7. "Our Last Summer" – Harry, Bill, Sam, Sophie & Donna
8. "Lay All Your Love on Me" – Sky & Sophie
9. "Super Trouper" – Donna, Tanya & Rosie
10. "Gimme! Gimme! Gimme! (A Man After Midnight)" – Alle
11. "The Name of the Game" – Sophie (slettet scene)
12. "Voulez-Vous" – Alle
13. "SOS" – Sam & Donna
14. "Does Your Mother Know" – Tanya & Pepper
15. "Slipping Through My Fingers" – Donna & Sophie
16. "The Winner Takes It All" – Donna
17. "I Do, I Do, I Do, I Do, I Do" – Sam & Donna
18. "When All Is Said and Done" – Sam & Donna
19. "Take a Chance on Me" – Rosie, Bill & Company
20. "Mamma Mia!" (Reprise) – Company
21. "I Have a Dream" (Reprise) – Sophie
22. "Dancing Queen" (Reprise) – Donna, Rosie & Tanya
23. "Waterloo" – Donna, Rosie, Tanya, Sam, Bill, Harry, Sky & Sophie
24. "Thank You for the Music" – Sophie